# Бойко Іван Васильович
Іва́н Васи́льович Бо́йко (24 квітня 1950) — народний депутат України 1-го скликання.

## Біографія
Народився 24 квітня 1950 року с. Гвіздівці Сокирянського району Чернівецької області українець, освіта вища, інженер-механік, закінцив Івано-Франківський інститут нафти і газу, Вищу партійну школу при ЦК Компартії України.
Другий секретар Чернівецького МК КПУ.
Член КПРС 1972—1991; депутат міської Ради.
Висунутий кандидатом у Народні депутати трудовим колективом Чернівецької меблевої фабрики.
18 березня 1990 року обраний народним депутатом України 1-го скликання, 2-й тур 50.55 % голосів, 13 претендентів.
- Чернівецька область
- Першотравневий виборчий округ № 431
- Дата прийняття депутатських повноважень: 15 травня 1990 року.
- Дата припинення депутатських повноважень: 10 травня 1994 року.

Входив до фракції «Нова Україна».
Голова підкомісії з питань взаємодії рад народних депутатів з органами державної виконавчої влади, Комісії ВР України з питань діяльності Рад народних депутатів, розвитку місцевого самоврядування.
Одружений, має дітей.